# Danh sách giải thưởng và đề cử của f(x)
Đây là danh sách giải thưởng của f(x), nhóm nhạc Hàn Quốc nổi tiếng.

## Hàn Quốc

### Bugs Music Awards
| Năm  | Đề cử              | Giải thưởng             | Kết quả   |
| ---- | ------------------ | ----------------------- | --------- |
| 2009 | f(x)               | Best new artist         | Đoạt giải |
| 2011 | Pinocchio (Danger) | Music Video of the Year | Đoạt giải |

### Cyworld Digital Music Awards
| Năm  | Đề cử | Giải thưởng                   | Kết quả   |
| ---- | ----- | ----------------------------- | --------- |
| 2009 | f(x)  | Rookie of the Month (tháng 9) | Đoạt giải |

### Golden Disk Awards
| Năm  | Đề cử                | Giải thưởng               | Kết quả   |
| ---- | -------------------- | ------------------------- | --------- |
| 2012 | "Pinocchio (Danger)" | Disk Bonsang              | Đoạt giải |
| 2012 | "Pinocchio (Danger)" | Digital Bonsang           | Đề cử     |
| 2012 | f(x)                 | Most Popular Artist Award | Đề cử     |
| 2013 | "Electric Shock"     | Disk Bonsang              | Đề cử     |
| 2013 | "Electric Shock"     | Digital Bonsang           | Đoạt giải |
| 2013 | f(x)                 | Most Popular Artist Award | Đề cử     |
| 2014 | "Pink Tape"          | Disk Bonsang              | Đoạt giải |
| 2015 | "Red Light"          | Disk Bonsang              | Đề cử     |
| 2016 | "4 Walls"            | Disk Bonsang              | Đoạt giải |
| 2016 | "4 Walls"            | Digital Bonsang           | Đề cử     |

### Korean Entertainment Arts Awards
| Năm  | Đề cử | Giải thưởng          | Kết quả   |
| ---- | ----- | -------------------- | --------- |
| 2010 | f(x)  | Rookie Singer Awards | Đoạt giải |
| 2013 | f(x)  | Group Singer Award   | Đoạt giải |
| 2014 | f(x)  | Group Singer Award   | Đoạt giải |

### Korean Music Awards
| Năm  | Đề cử               | Giải thưởng                             | Kết quả   |
| ---- | ------------------- | --------------------------------------- | --------- |
| 2011 | ''Nu ABO''          | Best Dance & Electronic Song            | Đề cử     |
| 2011 | f(x)                | Group/Musician of the Year Netizen Vote | Đoạt giải |
| 2012 | Pinocchio (Danger)  | Best Dance & Electronic Song            | Đề cử     |
| 2012 | Pinocchio (Danger)  | Best Dance & Electronic Album           | Đề cử     |
| 2013 | Electric Shock      | Best Dance & Electronic Song            | Đoạt giải |
| 2013 | ''Jet''             | Best Dance & Electronic Song            | Đề cử     |
| 2013 | Electric Shock      | Best Dance & Electronic Album           | Đề cử     |
| 2014 | ''Rum Pum Pum Pum'' | Best Dance & Electronic Song            | Đề cử     |
| 2014 | Pink Tape           | Best Dance & Electronic Album           | Đề cử     |
| 2016 | "4 Walls"           | Best Dance & Electronic Song            | Đề cử     |
| 2016 | 4 Walls             | Best Dance & Electronic Album           | Đề cử     |

### Melon Music Awards
Melon Music Awards là giải thưởng hằng năm được tính bằng số lượng đĩa bán ra và số lượt bình chọn trực tuyến.
| Năm  | Đề cử | Giải thưởng                     | Kết quả   |
| ---- | ----- | ------------------------------- | --------- |
| 2011 | f(x)  | Top 10 Artist Winners (Bonsang) | Đoạt giải |
| 2013 | f(x)  | Top 10 Artist Winners (Bonsang) | Đề cử     |
| 2013 | f(x)  | MBC Music Star Award            | Đoạt giải |

### Mnet 20's Choice Awards
Mnet 20's Choice Awards là giải thưởng tôn vinh các nghệ sĩ Hàn Quốc hàng đầu vào mùa hè.
| Năm  | Đề cử              | Giải thưởng          | Kết quả   |
| ---- | ------------------ | -------------------- | --------- |
| 2011 | f(x)               | Hot Blue Carpet Star | Đoạt giải |
| 2011 | f(x)               | Hot Trend Musician   | Đoạt giải |
| 2011 | Pinocchio (Danger) | Hot Online Song      | Đề cử     |

### Mnet Asian Music Awards(MAMA)
| Năm  | Đề cử / Tác phẩm           | Giải thưởng                           | Kết quả   |
| ---- | -------------------------- | ------------------------------------- | --------- |
| 2009 | "La Cha Ta"                | Best New Female Artists               | Đề cử     |
| 2011 | f(x)                       | Best Female Group                     | Đề cử     |
| 2011 | f(x)                       | Artist of the Year                    | Đề cử     |
| 2012 | f(x)                       | Best Dance Performance - Female Group | Đoạt giải |
| 2012 | f(x)                       | Best Global Group                     | Đề cử     |
| 2012 | Electric Shock             | Song of the Year                      | Đề cử     |
| 2013 | f(x)                       | Best Female Group                     | Đề cử     |
| 2013 | f(x)                       | Artist of the Year                    | Đề cử     |
| 2015 | "4 Walls"                  | Best Music Video                      | Đề cử     |
| 2015 | "Shake That Brass" (Amber) | Best Dance Performance - Solo         | Đề cử     |
| 2015 | f(x)                       | Global Choice Female Group            | Đoạt giải |

### MTV Daum Music Fest
| Năm  | Đề cử / Tác phẩm | Giải thưởng | Kết quả   |
| ---- | ---------------- | ----------- | --------- |
| 2011 | f(x)             | Trendy      | Đoạt giải |
| 2011 | f(x)             | Rising      | Đoạt giải |

### Seoul Music Awards
| Năm  | Đề cử / Tác phẩm | Giải thưởng          | Kết quả   |
| ---- | ---------------- | -------------------- | --------- |
| 2010 | f(x)             | Newcomer award       | Đề cử     |
| 2013 | Electric Shock   | Bonsang Awards       | Đoạt giải |
| 2015 | Red Light        | Bonsang Awards       | Đề cử     |
| 2015 | f(x)             | Popularity Award     | Đề cử     |
| 2015 | f(x)             | Hallyu Special Award | Đề cử     |
| 2016 | 4 Walls          | Bonsang Awards       | Đề cử     |
| 2016 | f(x)             | Popularity Award     | Đề cử     |

### SBS MTV Best of The Best
| Năm  | Đề cử | Giải thưởng       | Kết quả   |
| ---- | ----- | ----------------- | --------- |
| 2012 | f(x)  | Best Group Female | Đoạt giải |
| 2013 | f(x)  | Best Group Female | Đoạt giải |

### Style Icon Asia
| Năm  | Đề cử | Giải thưởng     | Kết quả   |
| ---- | ----- | --------------- | --------- |
| 2016 | f(x)  | Awesome Wannabe | Đoạt giải |

### Korean Update Awards
| Năm  | Đề cử            | Giải thưởng             | Kết quả   |
| ---- | ---------------- | ----------------------- | --------- |
| 2012 | f(x)             | Best Group Female       | Đoạt giải |
| 2012 | f(x)             | Best Female Group Dance | Đoạt giải |
| 2012 | "Electric Shock" | Best Album              | Đoạt giải |

### MTV Taiwan
| Năm  | Đề cử | Giải thưởng                   | Kết quả   |
| ---- | ----- | ----------------------------- | --------- |
| 2011 | f(x)  | Artist of the Month (Tháng 6) | Đoạt giải |

### Top Chinese Music Awards
| Năm  | Đề cử | Giải thưởng                                  | Kết quả   |
| ---- | ----- | -------------------------------------------- | --------- |
| 2014 | f(x)  | Overseas Outstanding Stage Performance Award | Đoạt giải |

### iQiYi All-Star Carnival
| Năm  | Đề cử | Giải thưởng                                  | Kết quả   |
| ---- | ----- | -------------------------------------------- | --------- |
| 2015 | f(x)  | Overseas Outstanding Stage Performance Award | Đoạt giải |

### Huading Awards
| Năm  | Đề cử | Giải thưởng                 | Kết quả   |
| ---- | ----- | --------------------------- | --------- |
| 2016 | f(x)  | Global Best Team Idol Award | Đoạt giải |

### Channel [V] Asia
| Năm  | Đề cử     | Giải thưởng                 | Kết quả   |
| ---- | --------- | --------------------------- | --------- |
| 2014 | Red Light | 15 Best K-pop Songs of 2014 | Đoạt giải |

### Red Dot Design Award
| Năm  | Đề cử          | Giải thưởng                        | Kết quả   |
| ---- | -------------- | ---------------------------------- | --------- |
| 2014 | Electric Shock | Communication Design Award Package | Đoạt giải |
| 2014 | Pink Tape      | Communication Design Award Package | Đoạt giải |

### iF Design Awards
| Năm  | Đề cử   | Giải thưởng                                                                | Kết quả   |
| ---- | ------- | -------------------------------------------------------------------------- | --------- |
| 2016 | 4 Walls | Album Packaging Design Lưu trữ ngày 1 tháng 1 năm 2017 tại Wayback Machine | Đoạt giải |

## Giải thưởng khác
| Năm                                               | Giải thưởng            | Đề cử | Giải thưởng |
| ------------------------------------------------- | ---------------------- | ----- | ----------- |
| 17th Korean Cultural Entertainment Awards         |                        |       |             |
| 2009                                              | Newcomer Award         | f(x)  | Đoạt giải   |
| Korea Lifestyle Awards                            |                        |       |             |
| 2010                                              | Style Icon of the Year | f(x)  | Đoạt giải   |
| 26th Annual Korea Best Dresser                    |                        |       |             |
| 2010                                              | Best Singer Dresser    | f(x)  | Đoạt giải   |
| The 41 Best Albums of 2013: Fuse Staff Picks (Mỹ) |                        |       |             |
| 2013                                              | The 41 Best Albums     | f(x)  | Đoạt giải   |
| The 2013 EatYourKimchi Awards                     |                        |       |             |
| 2013                                              | Best Group Female      | f(x)  | Đoạt giải   |

## Chương trình âm nhạc
Đây là bộ sưu tập chiến thắng của f(x) tại các chương trình âm nhạc Hàn Quốc. Inkigayo được phát sóng trên SBS, M! Countdown trên kênh truyền hình cáp Mnet, Music Bank trên KBS, và Show Champion trên MBC Music.

### M! Countdown
| Năm  | Ngày             | Bài hát           |
| ---- | ---------------- | ----------------- |
| 2011 | Ngày 5 tháng 5   | "Danger"          |
| 2011 | Ngày 12 tháng 5  | "Danger"          |
| 2011 | Ngày 19 tháng 5  | "Danger"          |
| 2011 | Ngày 30 tháng 6  | "Hot Summer"      |
| 2012 | Ngày 21 tháng 6  | "Electric Shock"  |
| 2012 | Ngày 28 tháng 6  | "Electric Shock"  |
| 2012 | Ngày 5 tháng 7   | "Electric Shock"  |
| 2013 | Ngày 8 tháng 8   | "Rum Pum Pum Pum" |
| 2014 | Ngày 17 tháng 7  | "Red Light"       |
| 2015 | Ngày 5 tháng 11  | "4 Walls"         |
| 2015 | Ngày 19 tháng 11 | "4 Walls"         |

### Inkigayo
| Năm  | Ngày            | Bài hát           |
| ---- | --------------- | ----------------- |
| 2011 | Ngày 8 tháng 5  | "Danger"          |
| 2011 | Ngày 15 tháng 5 | "Danger"          |
| 2011 | Ngày 22 tháng 5 | "Danger"          |
| 2011 | Ngày 26 tháng 6 | "Hot Summer"      |
| 2012 | Ngày 1 tháng 7  | "Electric Shock"  |
| 2012 | Ngày 8 tháng 7  | "Electric Shock"  |
| 2013 | Ngày 11 tháng 8 | "Rum Pum Pum Pum" |
| 2014 | Ngày 20 tháng 7 | "Red Light"       |

### Music Bank
| Năm  | Ngày             | Bài hát           |
| ---- | ---------------- | ----------------- |
| 2011 | Ngày 29 tháng 4  | "Danger"          |
| 2011 | Ngày 20 tháng 5  | "Danger"          |
| 2012 | Ngày 22 tháng 6  | "Electric Shock"  |
| 2012 | Ngày 29 tháng 6  | "Electric Shock"  |
| 2013 | Ngày 9 tháng 8   | "Rum Pum Pum Pum" |
| 2014 | Ngày 18 tháng 7  | "Red Light"       |
| 2015 | Ngày 6 tháng 11  | "4 Walls"         |
| 2015 | Ngày 13 tháng 11 | "4 Walls"         |

### Show Champion
| Năm  | Ngày            | Bài hát           |
| ---- | --------------- | ----------------- |
| 2012 | Ngày 26 tháng 6 | "Electric Shock"  |
| 2012 | Ngày 3 tháng 7  | "Electric Shock"  |
| 2013 | Ngày 7 tháng 8  | "Rum Pum Pum Pum" |
| 2014 | Ngày 16 tháng 7 | "Red Light"       |

### Show! Music Core
| Năm  | Ngày            | Bài hát     |
| ---- | --------------- | ----------- |
| 2014 | Ngày 19 tháng 7 | "Red Light" |

### The Show
| Năm  | Ngày             | Bài hát   |
| ---- | ---------------- | --------- |
| 2015 | Ngày 10 tháng 11 | "4 Walls" |